# KF3
KF3 é uma classe de kart para os pilotos de topo com idades entre os 12 e os 15 anos.
Esta classe é frequentemente chamada de Intercontinental A Júnior (JICA ou ICA-J) e o nome mudou em Janeiro de 2007, quando a CIK-FIA decidiu substituir os motores de 100cc a dois tempos arrefecidos a ar por motores de 125 cc Touch-and-Go (TaG) a dois tempos e arrefecidos a água. Os chassis e os motores devem ser aprovados pela CIK-FIA. O peso mínimo é de 145 kg, contando com o piloto.
Os karts estão equipados com ajudas electrónicas à partida e de pião. O motor está limitado às 14.000 rpm.
Esta é uma das mais elevadas classes de karting, sendo disputada em campeonatos nacionais (possivelmente com regras diferentes quanto aos pneus).
Campeonatos famosos são o Campeonato Europeu, o Campeonato Oceânia e o Campeonato Ásia-Pacífico.

## Antigos campeões
Campeões europeus desde 2000:
- 2000 - Michael Ammermüller (ALE)
- 2001 - Sebastian Vettel (ALE)
- 2002 - Sébastien Buemi (SUI)
- 2003 - Nicholas Risitano (ITA)
- 2004 - Stefano Coletti  (MC)
- 2005 - Michael Christensen (DEN)
- 2006 - Miquel Monrás (S)
- 2007 - Jack Harvey (GBR)